# フライング☆ラビッツ
『フライング☆ラビッツ』（Flying☆Rabitts, ☆は無音）は、2008年9月13日公開の日本映画。

## 概要
日本航空新入社員の早瀬ゆかりを主人公に同社バスケットボール部を描く。
バスケットボール女子日本リーグ機構所属の女子バスケットボールチームJALラビッツをモデルとした深田祐介の『翔べ!ラビッツ―新世紀スチュワーデス物語』(ISBN 978-4163229805)が原作である。
テレビ東京系で2008年7月から9月にかけて放送されたドラマ24「ウォーキン☆バタフライ」と連動企画を行い、滝沢沙織が映画と同じ役柄でドラマにもレギュラー出演、その他の出演者も同様にドラマにゲスト出演した。

## あらすじ
日本航空にキャビンアテンダント（CA）として入社した早瀬ゆかり（石原さとみ）は、ひょんなことから同社の女子バスケットボール部“JALラビッツ”に入団させられる。だが、ラビッツには彼女と同姓同名の人物（渡辺有菜）が在籍していた。次第にバスケの魅力に取り付かれるゆかりだったが…？

## キャスト
- 早瀬ゆかり - 石原さとみ
- 垣内千夏 - 真木よう子
- 早瀬ゆかり - 渡辺有菜
- 藤野弥生 - 鹿谷弥生
- 相原芽久美 - 酒井彩名
- 水野樹 - 滝沢沙織
- 谷本美咲 - 白石美帆
- 林監督 - 高田純次
- 三木卓也 - 柄本佑
- 星名令子 - 吉瀬美智子
- 花岡周一 - 光石研
- 藤代敦子 - 堀内敬子
- 香月雄二 - 久ヶ沢徹
- 玄海 - 哀川翔
- 赤帽の男 - 木村祐一
- 回想のCA - 八木亜希子
- 福元和正 - 大杉漣

## スタッフ
- 企画・プロデュース：蔵本憲昭
- 製作：島本雄二、橋荘一郎、松崎澄夫、坂上順、福原英行、八木昭二、神野智
- エグゼクティブプロデューサー：白石統一郎、葉梨忠男、遠藤茂行
- プロデューサー：下田淳行
- ラインプロデューサー：及川義幸
- 監督：瀬々敬久
- 原作：深田祐介
- 脚本：山名宏和
- 撮影：斉藤幸一
- 音楽：安川午朗
- スプリクター：江口由紀子
- 助監督：李相國
- 製作：電通、アミューズソフトエンタテインメント、テレビ東京、東映、東映ビデオ、ソニー・ミュージックエンタテインメント、ツインズジャパン
- 協力：NTT docomo、otsuka（アミノバリュー名義）、JOMO、JAL

## 主題歌
- 主題歌：ポルノグラフィティ「ギフト」
- 挿入歌：ghostnote「精一杯、僕らの歌」

## DVD
2009年2月13日発売